# علاج يدوي
يُعد العلاج اليدويّ أوالمُداخلات العلاجيّة باستخدام اليد العلاجَ الفيزيائي الذي يستخدمه بشكل اساسي أخصائيو التدليك، اخصائيو العلاج الطبيعي، اخصائيو الطب الوظيفي، اخصائيو تقويم العمود الفقري، مجبّرو العظام، وأطباء الاعتلال العظميّ؛ وذلك لعلاج آلام وعجزالعضلات والعظام؛ ويشمل عادةً العَجن (أحد طرق التدليك)، معالجة العضلات، تحريك المفاصل ومعالجة المفاصل.

## التعريفات
أبرز ثلاث اشكال من العلاج اليدوي هي: المعالجة (التداوُل)، التحريك والتدليك. المعالجة (التداوُل) عبارة عن الإدخال المُتقَن لقوة قصّ أو تشتت سريعة الدوران باتجاه المِفصل. وكثيرا ما يرتبط التداوُل بصوت فرقعة مسموعة ناجمة عن تحطيم فوري لفقاعات الغاز المتشكلة في تجاويف المفاصل. التحريك هي عملية أبطأ وأكثر تنظيما لتمدّد المفاصل والأنسجة الرخوة (الليفية العضلية) وتهدف إلى تحسين المرونة البيوميكانيكية. عملية التدليك عادة هي عملية الفَرك (الاحتكاك) المتكررة، ونزع وتجريد أو عجن الأنسجة الليفية العضلية (المرتبطة باللفافة العضلية) لتحسين حركة (ديناميكا) السوائل الخلاليّة.
الفرق بين التداوُل والتحريك من الناحية التنظيميّة هو أن التحريك يمكن وقفه في أي لحظة إذا ما قررالمتلقّي التخلي عن باقي فترة المعالجة. من ناحية أخرى، التداوُل لا يمكن وقفه من قبل المعالِج في حال بدأ فيه.
العلاج اليدوي يمكن تعريفه بشكل مختلف (وفقا للوصف المهني له وذلك لأغراض قانونية) لتحديد ما هي الممارسات المسموحة ضمن نطاق عمل المعالِج. في مهنة العلاج الطبيعي، العلاج اليدوي يُعرّف على أنه اسلوب سريريّ يتم باستخدام تقنيات يدوية معينة ومؤهلة يتم التدريب العملي على استخدامها، ومنها -على سبيل المثال لا الحصر- التداوُل /التحريك، وتستخدم من قبل أخصائي العلاج الطبيعي لتشخيص وعلاج الأنسجة الرخوة وتركيبة المفاصل بهدف السيطرة على الألم، زيادة مدى الحركة (ROM)، تخفيض أوالقضاء على التهاب الأنسجة الرخوة، تحفيز الاسترخاء، التحسين من اصلاح وترميم الأنسجة القابلة للانقباض وغير القابلة للانقباض، التمدّد، و /أوالاستقرار، تسهيل الحركة بالإضافة إلى تحسين الاداء الوظيفي.
عرّفت دراسة للمعالِجين اليدويين في الولايات المتحدة بالاجماع العلاجَ اليدوي ب "إجراءات تتضمن الاتصال اليدوي المباشر مع الجسم لعلاج المفاصل و /أو الأنسجة الرخوة."
بالمقابل، وصف (Korr1978) العلاجَ اليدويَ بأنه "تطبيق واستخدام قوة يدوية محددة بدقة وموجّهة بشكل محدّد نحو الجسد، من أجل تحسين الحركة في المناطق المحصورة (المقيّدة) أيّ في المفاصل، والأنسجة الضامة أو في العضلات الهيكليّة"

## الاستخدام
في أوروبا الغربية، أمريكا الشمالية وأستراليا يُمارس العلاج اليدوي عادة من قبل أعضاء مِهن ووظائف الرعاية الصحية الخاصّة (على سبيل المثال: المعالِجين اليدويين، المعالجين المِهنيين (أخصائيي العلاج الوظيفي)، أطباءالاعتلال العظميّ، اخصائيي العلاج الطبيعي/الفيزيائي، والأطباء الفيزيائيين) ومع ذلك، بعض الممارسين العاميّين (غير الأعضاء في مهنة منظمة)، مثل مجبّري العظام يقومون أيضا بتقديم بعض اشكال العلاج اليدوي.
ركز الاستطلاع الصادر في مايو 2004 من قبل المركز الوطني للصحة التكميلية والتكاملية على: من قام باستخدام الطب التكميلي والبديل (CAM)، ما الذي تم استخدامه، وسبب الاستخدام في الولايات المتحدة من البالغين فوق سن 18سنة خلال عام 2002. وفقا لهذا الاستطلاع الأخير، احتلّ العلاج اليدوي المرتبة الثالثة من فئات الطب التكميلي والبديل (CAM) الأكثر شيوعاً وفقاً لتصنيفات المركز الوطني للصحة التكميلية والتكاملية NCCIH (بنسبة 10.9% في الولايات المتحدة خلال عام 2002 الجدول4 في الصفحة 10) وذلك عندما تم استبعاد كل استخدام للصلاة من الاستطلاع. بما يتفق مع الدراسات السابقة، وجدت هذه الدراسة أن الغالبية العظمى من الأفراد (أي54.9٪) تستخدم الطب التكميلي والبديل جنبا إلى جنب مع الطب التقليدي (صفحة 6).

## المعلومات
يوجد عدد من المجلات المهنية المتخصصة في نشر المعلومات ذات الارتباط بالعلاج اليدوي. مجلات مثل مجلة العلاج اليدوي والتداوُل، العلاج اليدوي، ومجلة العلاج الفسيولوجي واليدويّ هي مجلات مُفهرسة ومُجدوَلة ضمن النشرات الطبية ل Pubmed حيث قدمت للقراء بحوث مفيدة عن العلاج اليدوي لأكثر من 15عاما. وقد حسنت معلومات هذه المجلات من نوعية وجودة المعلومات التي تم توفيرها للأطباء الممارسين وبدّدت عدد من الخرافات المرتبطة عادةً بالعلاج اليدوي.

## أساليب العلاج اليدوي
هناك العديد من الأساليب والأنماط المختلفة للعلاج اليدوي. وهو سمة أساسية للطب الأيورفيدي، والطب الصيني التقليدي بالإضافة لبعض أشكال الطب البديل الحديث. كما تم استخدامه أيضا من قبل الممارسين الطبيين المنتشرين (السائدين). بشكل أو بآخر يعد العلاج اليدوي قديماً قِدَم الحضارة الإنسانية نفسه. ولدرجة معينة يُعتبر صفة للتفاعلات العلاجية في الثقافات التقليديّة حول العالم.
- العلاج بالضغط الإبري
- ضغط إبري
- طريقة بوباث
- Bodywork (alternative medicine)
- Bone setting
- تقنية باون
- معالجة يدوية
- علاج قحفي عجزي
- طريقة دورن
- التلاعب بالمفاصل
- تحريك مفصل
- Sekkotsu
- معالجة نخاعية
- Spinal mobilization
- تدليك
- Manual lymphatic drainage
- وخز بالإبر
- Muscle energy techniques
- Myofascial release (MFR)
- Myotherapy
- معالجة يدوية
- اعتلال العظام
- اعتلال العظام
- علاج طبيعي
- Postural Integration
- تكامل هيكلي
- شياتسو
- طب سيدها
- تكامل هيكلي
- جر (جراحة العظام)
- تيو نا
- توازن صفري